# ولاية تشي

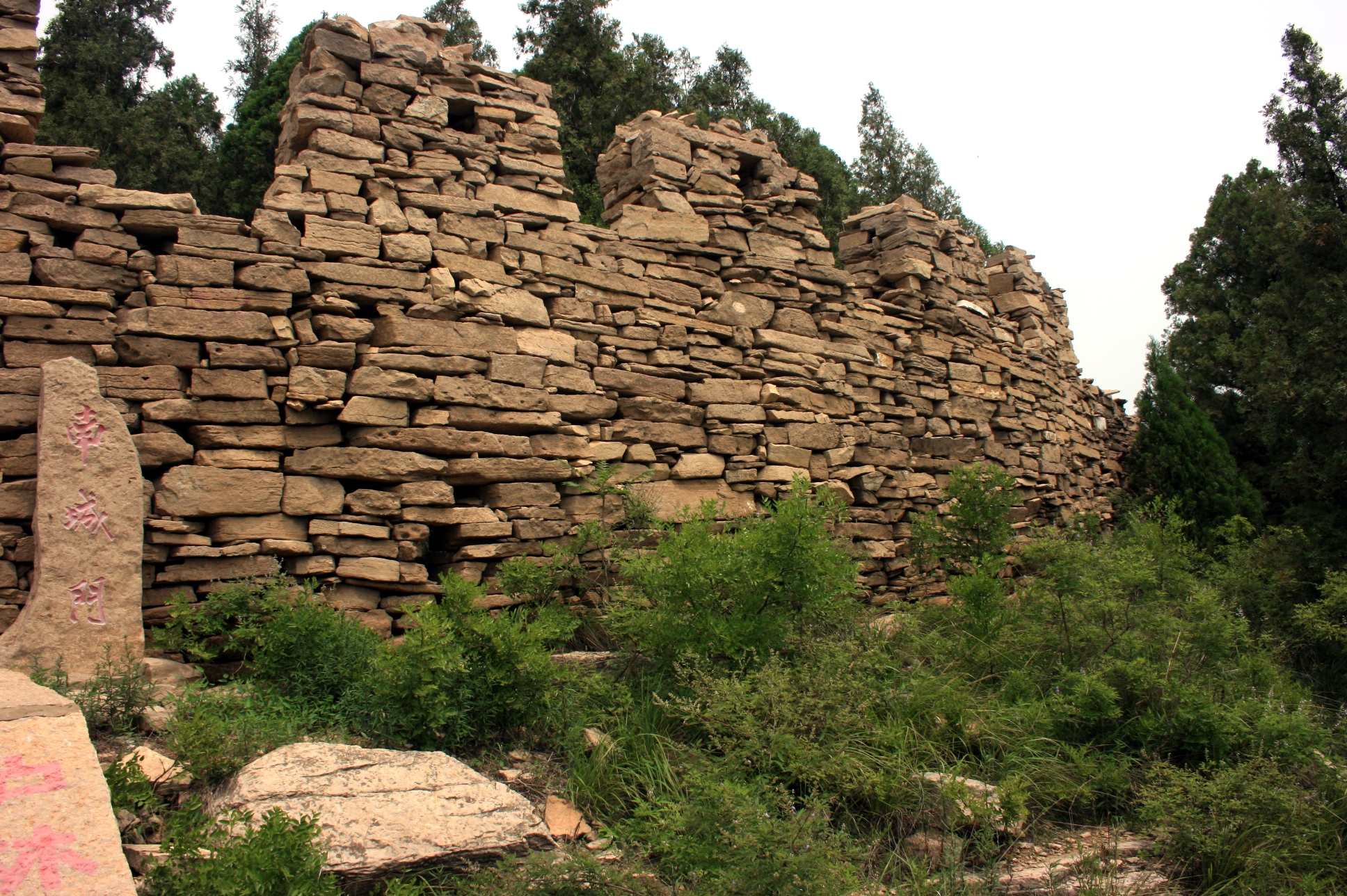
سور الصين العظيم في تشي على جبل دا فينغ

تشي (تشي؛ (بالصينية: 齊; البينيين: Qí; ويد–جيلز: Ch'i2)) إحدى الدول القوية التي برزت خلال حكم مملكة تشو في الصين القديمة. وقد كانت عاصمتها لينزي، التي تعرف حاليًا باسم زيبو، في مقاطعة شاندونغ.
تأسست تشي في العام 1046 قبل الميلاد بوصفها إحدى الدول العديدة التابعة لمملكة تشو. وكان الحاكم الأول لها جيانغ زيا، أقوى المسؤولين خلال تلك الفترة. حكمت أسرة جيانغ دولة تشي لعدة قرون قبل أن تحل محلها أسرة تيان عام 386 قبل الميلاد. وفي عام 221 قبل الميلاد، كانت دولة تشي آخر دول ما قبل الصين الإمبريالية التي تغزوها دولة تشين، والتي أصبحت فيما بعد أسرة تشين، أولى إمبراطوريات الصين المركزية.

## معلومات تاريخية

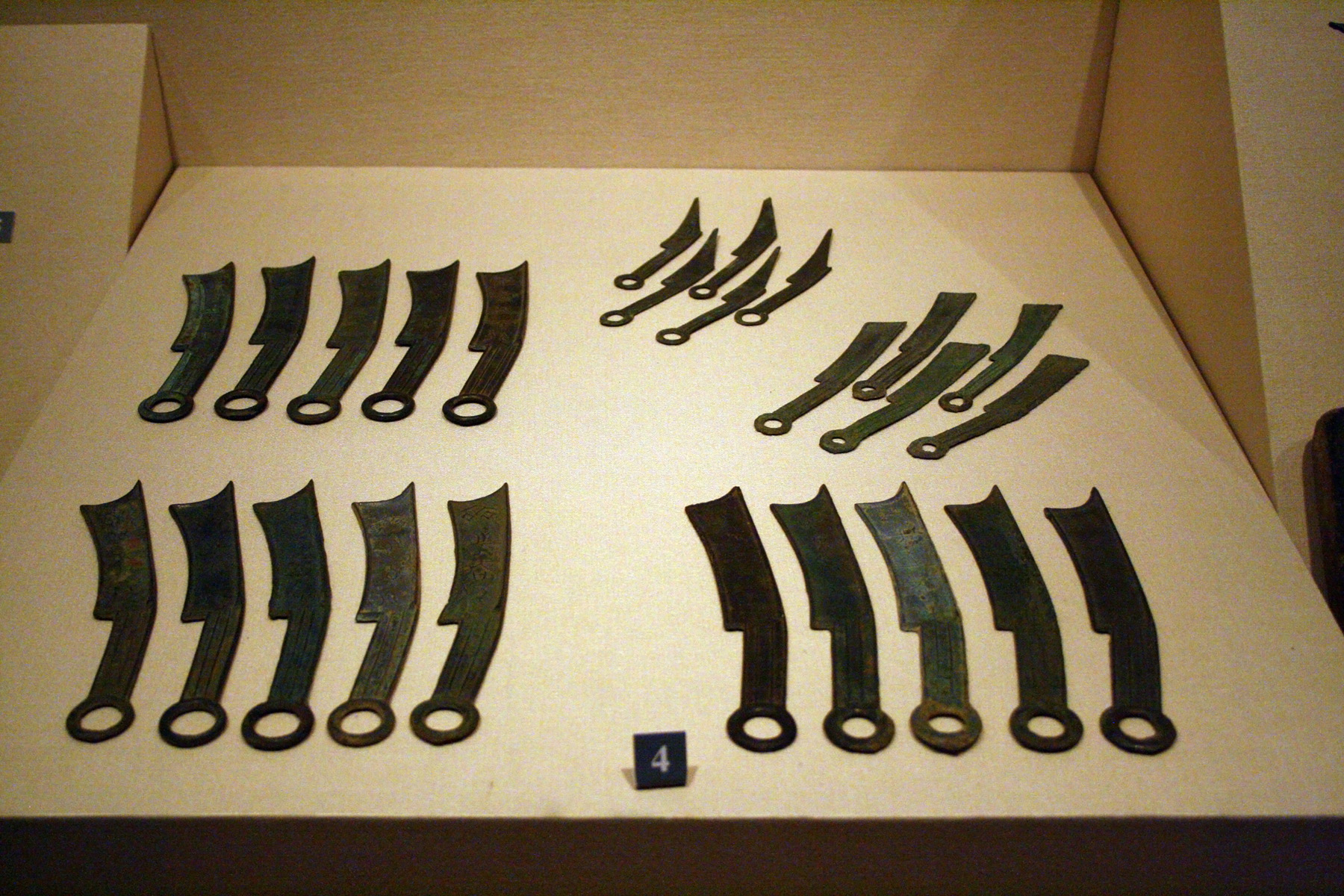
قطع نقدية برونزية على شكل سكين بدولة تشي، جمعت في متحف شاندونغ

تشو الغربية (1046–771 قبل الميلاد): بتأسيس مملكة تشو عام 1046 قبل الميلاد، خصص وو ملك تشو الأراضي التي غزاها كإقطاعيات تورث للأقارب والوزراء. كما أعطيت المنطقة المعروفة الآن باسم شاندونغ إلى جيانغ زيا، وهو أهم الجنرالات الذي نشأت دولة تشي على يده. ومع هذا فلا تتوفر لدينا الكثير من المعلومات حول هذه الحقبة. هاجم يي ملك تشو (حكمه 865–858) تشي وقتل آي دوق تشي بغليه في الماء حتى الموت. وخلال فترة حكم شوان ملك تشو (في الفترة 827–782) نشب نزاع حول الخلافة. وخلال هذه الفترة، اندمجت العديد من شعوب دونجي المحلية في دولة تشي.
فترة الربيع والخريف: تعرضت تشي عام 706 قبل الميلاد لهجوم من قبل شان رونج. برزت أهمية تشي في ظل حكم هوان دوق تشي (685–643). حيث عزز هو ووزيره قوان تشونغ من قوة الدولة بفرض نظام المركزية في إدارتها. كما ضم إليها 35 دولة من دول الجوار بما فيها تان وأجبر غيرها على الخضوع له. وفي عام 667 اجتمع الدوق هوان مع حكام لو، وسونغ، وتشين وتشينغ وتم انتخابه زعيمًا. وبالتالي، جعله هوي ملك تشو أول سلطان. فهاجم وي لدعمه منافس الملك تشو، والتدخل في شؤون لو. وفي عام 664 قبل الميلاد حمى يان من شعوب رونج. وبحلول عام 659، كان قد حمى تشينج وفي عام 660، قدم حماية لوي، من جماعات رد دي. أما في عام 656، فقد تصدى لتوسع تشو الشمالي. بعد وفاته، تشاجر أبناؤه وانتقلت السلطنة إلى جين.
وفي عام 632، قدمت تشي العون لجين وتمكنت من هزيمة تشو في معركة تشنجبو. بينما تلقت تشي هزيمة على يد جين عام 589. وفي عام 579، اجتمعت القوى العظمى الأربع، تشين (الغرب)، وجين (الوسط)، وتشو (الجنوب)، وتشي (الشرق) للإعلان عن التوصل إلى هدنة ووضع حد لقوتهم العسكرية. وفي اجتماع مماثل للقوى الأربع عام 546، اعترفت خلالها بعدد من الدول الصغيرة بوصفها تابعة لتشي وجين وتشين.
حقبة الممالك المتحاربة: حظيت العديد من حروب هذا العصر لوصف مفصل في المقالة المناسبة. يشمل هذا القسم الشؤون الداخلية. في وقت مبكر من تاريخها، ضمت تشى عددًا من الممالك الصغيرة. وقد كانت تشي أولى الممالك التي دعمت العلماء. وفي عام 532، دمرت عشيرة تيان (田) العديد من الأسر المنافسة حتى تمكنت من الهيمنة على المملكة. وفي عام 485 قتلت تيان وريث الدوقية وخاضت العديد من المعارك مع القبائل المتنافسة. ليقوم رئيس تيان عام 481 بقتل الدوق الدمية، ومعظم أفراد أسرة الحاكم وعدد من الرؤساء المنافسين. حيث أحكم السيطرة على معظم المملكة، ولم يترك للدوق سوى العاصمة لينزي والمنطقة المحيطة بجبل تاي. وفي عام 386 حل منزل تيان محل منزل جيانغ كحكام لتشي. وبحلول عام 221 كانت تشي آخر الممالك المتحاربة التي غزتها مملكة تشين، وبالتالي وضعت حدًا للحروب وتوحدت الصين تحت حكم أسرة تشين.